# Mureksyna
Mureksyna (ester cholinowy kwasu imidazolo-4-akrylowego) – toksyna zwierzęca. Występuje w organizmach morskich ślimaków z gatunku Muricidae. Może być otrzymywana syntetycznie. Już w niewielkich dawkach działa paraliżująco na włókna nerwowe, powodując paraliż mięśni szkieletowych i oddechowych.